# Vásárhelyi Z. Emil
Vásárhelyi Z. Emil (Ziegler; Marosvásárhely, 1907. január 23. – Cooma, Ausztrália, 1986. június 7.) erdélyi művészeti író, festőművész, grafikus. 

## Életútja
Apja dr. Ziegler Károly (1872–1938) erdélyi magyar orvos, orvosi szakíró, prózaíró, fordító, anyja a nemesi származású  köpeczi Deák családnak a saja, köpeczi Deák Margit (1872–1910). Középiskoláit szülővárosában, a Református Kollégiumban végezte, a kolozsvári I. Ferdinánd Egyetemen jogi diplomát szerzett, majd képzőművészeti tanulmányokat folytatott Budapesten és Firenzében. 1936-tól az Erdélyi Szépmíves Céh lektora, Reményik Sándor halála után a Pásztortűz főszerkesztője. 1944 őszén a front átvonulása elől Budapestre menekült, végül Németországban került nyugati fogságba. Családjával együtt onnan vándorolt ki Ausztráliába.
Az Új erdélyi antológia (Kolozsvár, 1937) író csoportjával indult. Művészeti tárgyú cikkeit, tanulmányait az Erdélyi Helikon, Pásztortűz, Hitel, Láthatár közölte. Képzőművészként Kolozsváron, majd Budapesten többször is kiállított. Számos könyv (köztük Czegei Carla Bambi c. ifjúsági regénye, Kolozsvár, 1938) jelent meg grafikáival.
A sport terén is kiemelkedő teljesítményeket mutatott fel: tíz éven át volt Románia úszóbajnoka, s két éven át Erdély középsúlyú bokszbajnoka.

## Kötetei
- Erdélyi művészek (tanulmányok ma élő erdélyi képzőművészekről, 64 műmelléklettel. Kolozsvár, 1937)
- Remete művészek (Budapest, 1942)
- Kolozsvár. Egy magyar város ezer esztendeje; szerk. Makkai László, Vásárhelyi Z. Emil; Kolozsvár város, Kolozsvár, 1942